# Zebak (distrikt)
Zebak är ett distrikt i Afghanistan. Det ligger i provinsen Badakhshan, i den nordöstra delen av landet, 290 kilometer nordost om huvudstaden Kabul. Administrativ huvudort är Zebak.
Distriktet beräknades år 2022 ha cirka 9 000 invånare.